# ナリヒラダケ
ナリヒラダケ（業平竹）はイネ科タケ亜科の常緑多年生竹の一種である。

## 解説
別名ダイミョウチク、セミアルンディナリア。
葉は葉枝先に4～6枚ずつ付き、長さ10～15cmで、無毛で硬質、葉耳は発達せず、狭披針形をしており先が尖る。稈は直径3～4cmと細く、節間は長く枝が短い。若竹は緑色だが、冬には次第に紫色を帯びる。高さは5～8m。枝は一年目は節から3本出るが2年目からは7～8本出る。タケノコは7月上旬。皮（稈鞘）は、帯紫緑色で無毛。
メダケに似ているが背面の一部で稈鞘しばらくぶら下がってから脱落する点が異なる。また、トウチクにもよく似るが、稈鞘先端の葉片の基部に肩毛がないことで区別可能である。
植物学者牧野富太郎によって、平安時代の美男歌人在原業平のように容姿端麗で美しいということから命名された。観賞用として庭園に植えられる。全体のすっきりした小型の竹なので、小さな庭の添景にしばしば利用される。原産分布は四国、九州。

## 変種
- アオナリヒラ（青業平竹）（Semiarundinaria fastuosa var. viridis (Makino) Makino ex Sad.Suzuki.） - ナリヒラダケより大きく、桿や枝は緑色のままで、葉が細い。関東地方南部が原産と考えられる。

## ギャラリー

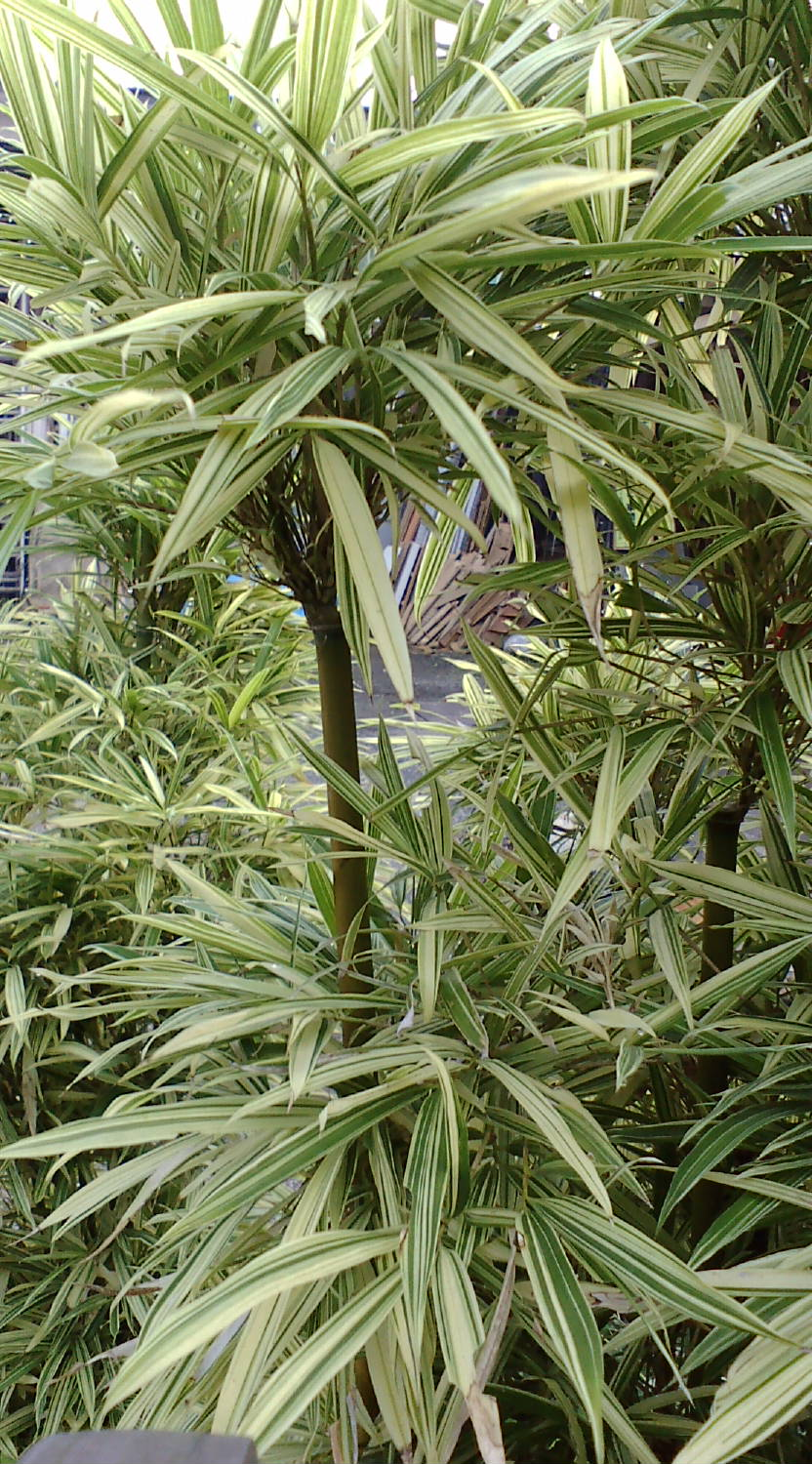
スズコナリヒラ（鈴子業平）